# Stadio Marco Tomaselli
Lo stadio Marco Tomaselli, conosciuto anche con la vecchia denominazione di stadio Pian del Lago o semplicemente Pian del Lago, è un impianto sportivo polivalente italiano situato a Caltanissetta, in Sicilia.

## Storia
La struttura, in cemento armato, fu inaugurata agli inizi degli anni novanta.
L'impianto prese la prima denominazione dalla zona in cui è situato, ossia Stadio Pian del Lago. Nel 2007, in seguito a una petizione firmata da 2.500 cittadini di Caltanissetta, fu rinominato "Stadio Marco Tomaselli", in onore dell'omonimo ex giocatore e capitano della Nissa, club calcistico cittadino.
Lo Stadio Marco Tomaselli è stato teatro di un singolare evento nella storia del calcio italiano. Il 16 novembre 1994, a pochi minuti dall'inizio della partita Italia Croazia valida per le qualificazioni al Campionato europeo di calcio Under-21 1996, l'arbitro del match si accorse che le due squadre stavano per scendere in campo con casacche molto simili tra loro, e chiese quindi di sostituirle. Ma né la squadra croata né quella italiana avevano a disposizione delle divise di riserva. Fu quindi chiesto ai dirigenti della Nissa, squadra di calcio cittadina, di fornire alla nazionale italiana le divise della loro squadra, visto che, in caso contrario, l'arbitro avrebbe dovuto assegnare alla Croazia la vittoria a tavolino. Tuttavia, anche le maglie da gioco della Nissa erano bianche e, a questo punto, si optò per la seconda divisa di colore rosso. Sfortuna volle che il magazzino della società non si trovasse in quell'impianto, bensì nello Stadio Palmintelli, situato dalla parte opposta della città. Fu quindi necessario che un mezzo della Polizia municipale corresse al vecchio impianto cittadino per prendere le divise e riportarle allo Stadio Tomaselli. Questo inconveniente causò un ritardo di circa un'ora rispetto all'orario prefissato, e la Nazionale giocò (e vinse per 2 a 1 con gol di Alessandro Del Piero e Dionigi, e di Davor Vugrinec per i croati) quella partita indossando delle inedite casacche rosse, sulle quali, con un pennarello, era stato cancellato lo scudo giallorosso simbolo della Nissa.
Dal 1992 al 2013 la struttura era utilizzata dalla squadra di calcio locale, la Nissa Football Club militante nel campionato di Serie D, ma lo stadio è stato utilizzato occasionalmente da altre squadre della regione, considerata la capienza e la sua posizione baricentrica. Dal 2009 anche la Nissa Rugby utilizza l'impianto per le partite casalinghe.

## Utilizzo e struttura

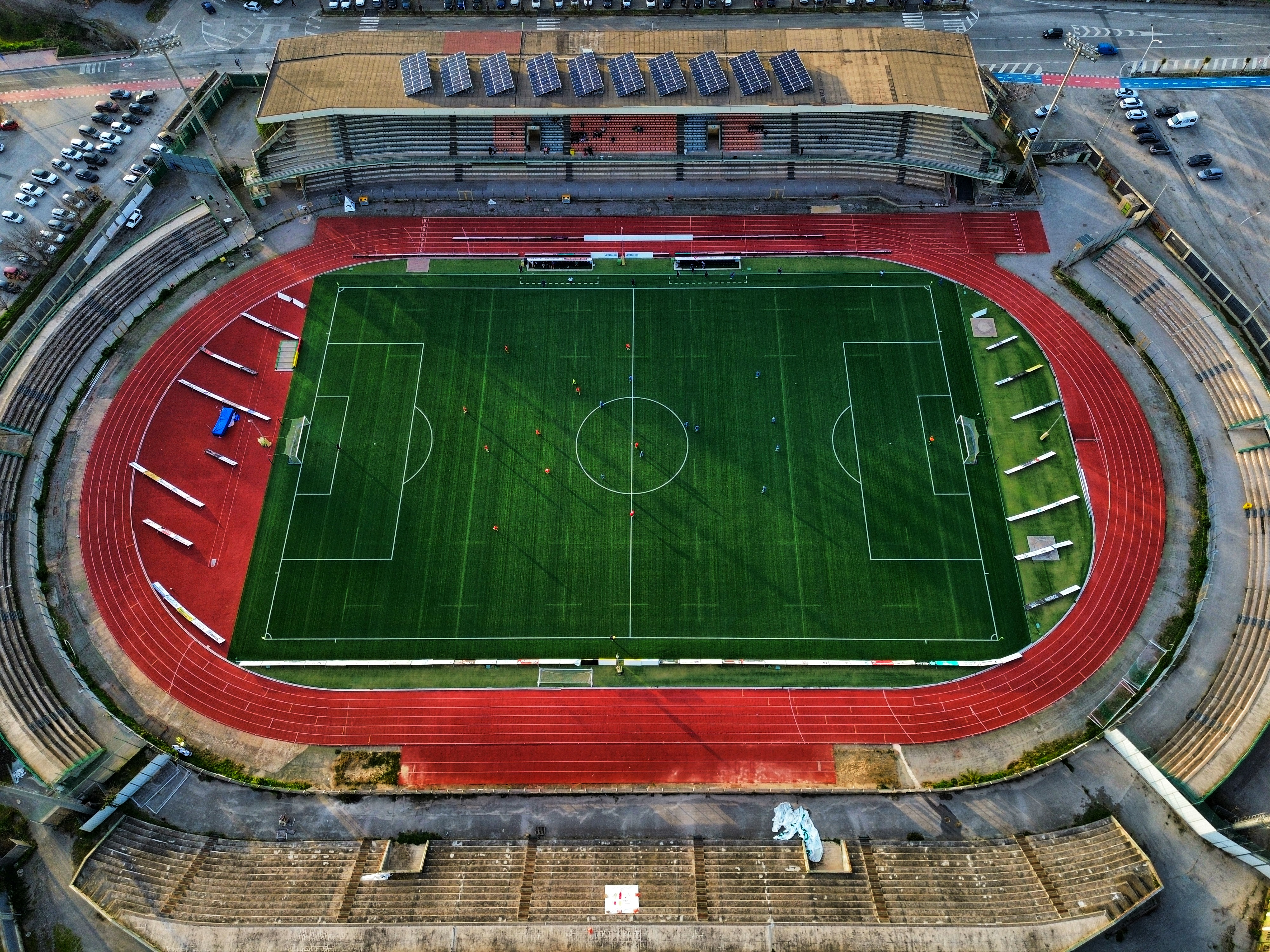
Vista aerea dello stadio

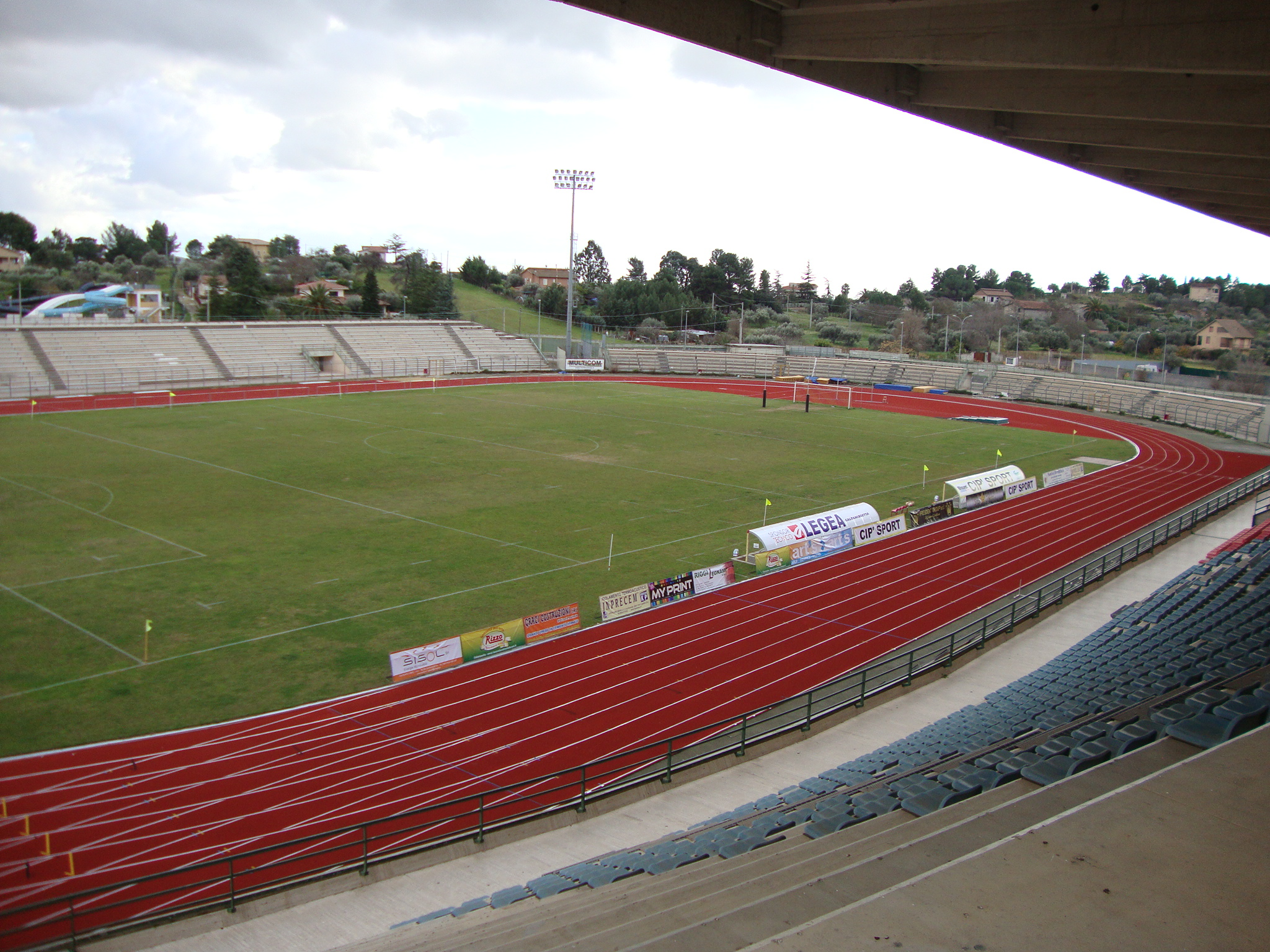
Vista parziale dalla tribuna, prima di un incontro di rugby

La sua capienza al completo è di 7000 posti secondo le nuove disposizioni rilasciate dalla Prefettura. 
- nr. 2.564 nella Tribuna Coperta;
- nr. 300 posti per il parterre;
- nr. 864 posti per la curva "A" lato Caltanissetta;
- nr. 942 posti per la curva "B" lato Delia (tifoseria ospite);
- nr. 3000 posti gradinata.
Soltanto la parte centrale del secondo livello della Tribuna possiede i sediolini per gli spettatori e rampe d'accesso per disabili. Tutti i settori sono separati da robuste barriere metalliche e possiedono ingressi indipendenti e separati.
I settori sono dotati di servizi igienici. In Tribuna sono presenti posti a sedere riservati ai giornalisti e postazioni dedicate agli operatori TV; inoltre sono presenti una sala riunioni e un locale ristoro.
Possiede inoltre una pista di atletica leggera.
Disponibile anche l'illuminazione artificiale per le gare in notturna o con scarsa visibilità. 
Nello stesso impianto è ospitato il Centro Federale di Scherma, il Centro Federale nazionale di Pesistica Olimpica e Paralimpica nel quale si allenano molti atleti di livello nazionale e internazionale.
Il centro di Medicina dello sport per la provincia. 
Tra i dieci principali stadi di calcio della Sicilia per capienza e qualità delle dotazioni, il Tomaselli possiede i requisiti per ospitare gli incontri della Lega Pro e partite internazionali di Rugby a 15.

## Principali eventi sportivi ospitati
- Italia U-21-Croazia U-21, qualificazioni agli europei di calcio under-21 1996, 16 novembre 1994.
- Viadana-Amatori & Calvisano, finale della Coppa Italia 2002-2003 (rugby a 15), 30 marzo 2003.
- Italia U-20-Francia U-20, 6 Nazioni di rugby, 1º febbraio 2013.
- Sicilia-Corsica, Sikelia Cup, 10 giugno 2023[2]